# Гръмотевичните котки (сериал, 2011)
„Гръмотевичните котки“ (на английски: ThunderCats) е американски и японски анимационен сериал, създаден от Брандън Ийстън, римейк на оригиналния от 80-те години. Анимацията е разработена от Warner Bros. Animation в Studio 4 °C и комбинира елементи на западната анимация с японското аниме. Сериалът е с категория TV-PG-V.

## Сюжет
Внимание:  Текстът по-долу разкрива сюжета на произведението (или части от него)!
Анимационният сериал се фокусира върху групата от 3 тийнейджъри котки на име Лайън-О, Тигра и Читара, един възрастен котарак на име Пандро и още 2 малки котенца – мъжко и женско на име Лайликит и Лайликат. В епизодите на сериала се разказва как тази група от 6 котки се опитват да оцелеят и търсят отмъщение, след като нейното царство Гръмотевия е разрушено от стария и силен злодей-магьосник Мум-Ра. Също така те търсят и древните артефакти на Гръмотевия. Главата на екипът е Лайън-О, който е трябвало да бъде владетел на царството на Гръмотевичните котки. За да се бори със злото той получава огромна мощ от своя меч – Мечът на Поличбите (мечът на владетеля на Гръмотевичните котки). Тигра е братът на Лайън-О, който го мисли за недостоен владетел на Гръмотевичните котки, недостоен собственик на Мечът на Поличбите. Най-накрая Тигра предава Лайън-О, в най-трудния момент за него.

## Герои
- Лайън-О – от Светът на Гръмотевичните котки е безстрашният владетел, който е готов да скочи в най-пагубната битка, дори отборът да я губи. Той притежава Мечът на Поличбите, най-силният в 3-тата земя. След разрушаването на Гръмотевичните котки той, заедно с отбора си се бори за справедливост и оцеляване. Озвучава се от Уил Фридел.
- Тигра – по-възрастният брат на Лайън-О. Тигра може да бъде добър в много неща, но винаги е твърдял, че по-малкия му брат е недостоен за короната на Гръмотевичните котки. В битка той използва своя камшик, за да бъде невидим и умее да борави със стрели. Озвучава се от Матю Мърсър.
- Читара – момичето в отбора. Тренирана от пазителят Джага в падналото царство на Гръмотевичните котки, тя е мощна магьосница, безценна на екипа си с уменията си. Също така е най-бързата в Тъндера и е експерт в много видове битки. Озвучава се от Еманюел Крики.
- Пандро – най-страхотният генерал в Тундера. Той кара великолепният „Тъндъртанк“ в битките и е доста полезен, но е и страхотен борец с неговата сила и умения. Озвучава се от Кевин Майкъл Ричардсън.
- Лайликит и Лайликат – двете малки котенца, които помагат на Лайън-О и на другите в епичните им битки. За своята малка възраст те са толкова хитри и находчиви, че понякога играят ключова роля в оцеляването на отбора. Озвучават се от Мадлийн Хол и Иймън Пиручело.
- Мум-Ра – самата същност на злото. Той е мощен магьосник с огромна армия от слуги. Всички, които му се изпречат на пътя на търсенето на древните артефакти ги очаква смърт. Озвучава се от Робин Аткин Даунс.

## Епизоди
Вижте: Списък с епизоди на Гръмотевичните котки

## „Гръмотевичните котки“ в България
През началото 2012 г. „Гръмотевичните котки“ се излъчва премиерно по Cartoon Network с повторения, а след свършването на премиерите започват повторни повторения. От 6 септември 2012 г. всеки четвъртък от 18:30 започват премиери на нови епизоди. Дублажът е на студио Александра Аудио.
| Преводач            | Йоанна Йорданова |
| Режисьор на дублажа | Петър Върбанов |
| Тонрежисьор         | Петър Костов |
| Озвучаващи артисти  | Яна Огнянова Ася Братанова Таня Етимова Елена Бойчева Иван Петков Цветан Ватев Светломир Радев Георги Тодоров Веселин Калановски Николай Пърлев Георги Иванов Иван Велчев Христо Бонин Петър Върбанов Анатолий Божинов Петър Калчев Стоян Цветков Петър Бонев |